# Arqamani
Arqamani (Arkamani, II. Ergamenész) núbiai kusita uralkodó volt a meroéi korszakban, az i. e. 3. század végén és a 2. század elején.

## Uralkodása
Arqamani valószínűleg akkor volt hatalmon Meroéban, amikor Egyiptomban felkelés tört ki Horwennefer vezetésével IV. Ptolemaiosz (i. e. 221–204) ellen. Számos feliraton és reliefen szerepel Kalabsában, Philae-ben és a dakkai templomban, utóbbi helyszínen uszurpált pár, adományokkal kapcsolatos feliratot, amelyeken eredetileg IV. Ptolemaiosz neve szerepelt. Egy meroéi piramis épült neki a begaravijai északi temetőben; ma Beg. N 7 néven ismert.
Arqamani egyiptomi módra részletes királyi titulatúrát vett fel, amellyel valószínűleg azt fejezi ki, hogy ő uralkodott a visszahódított Alsó-Núbián. Születési neve, az Arqamani, és uralkodói neve, a Dzseretanhamon-Titré mellett Hórusz-neve is volt: Dzseret-netjer-en-peref-kai Szetepenamonré-szuab-taui, azaz „Az isten keze az ő templomában, kinek karja felemelt; Ámon-Ré választottja, ki megtisztítja a Két Földet”. Ezek mellett halotti nevet is felvett: Hórusz-névként Kasi-netjeri-heper, azaz „a kusita, kinek megjelenése isteni”, személyneve mellé pedig az Anhdzset Meriiszet, „Örökké élő, Ízisz kedveltje”, valamint az ismeretlen jelentésű, meroéi írással írt Mkltk Isztrk került.
Egy időben feltételezték, hogy esetleg őt említi Ergamenész néven Diodórosz Szikülösz, de a modern tudomány szerint egy hasonló nevű, korábban élt király, Arkamaniqo lehet azonos Ergamenésszel. Arqamanit ettől függetlenül gyakran hívják II. Ergamenésznek.

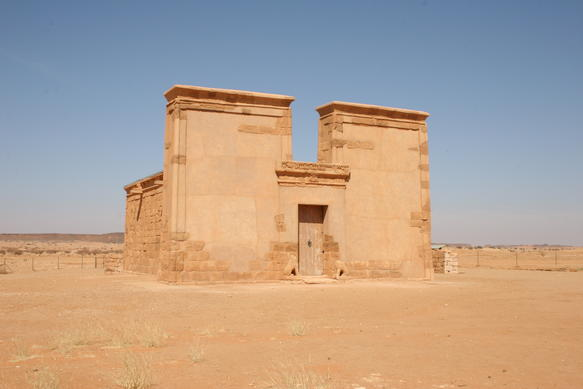
Az Arnekhamani által épített Apedemak-templom
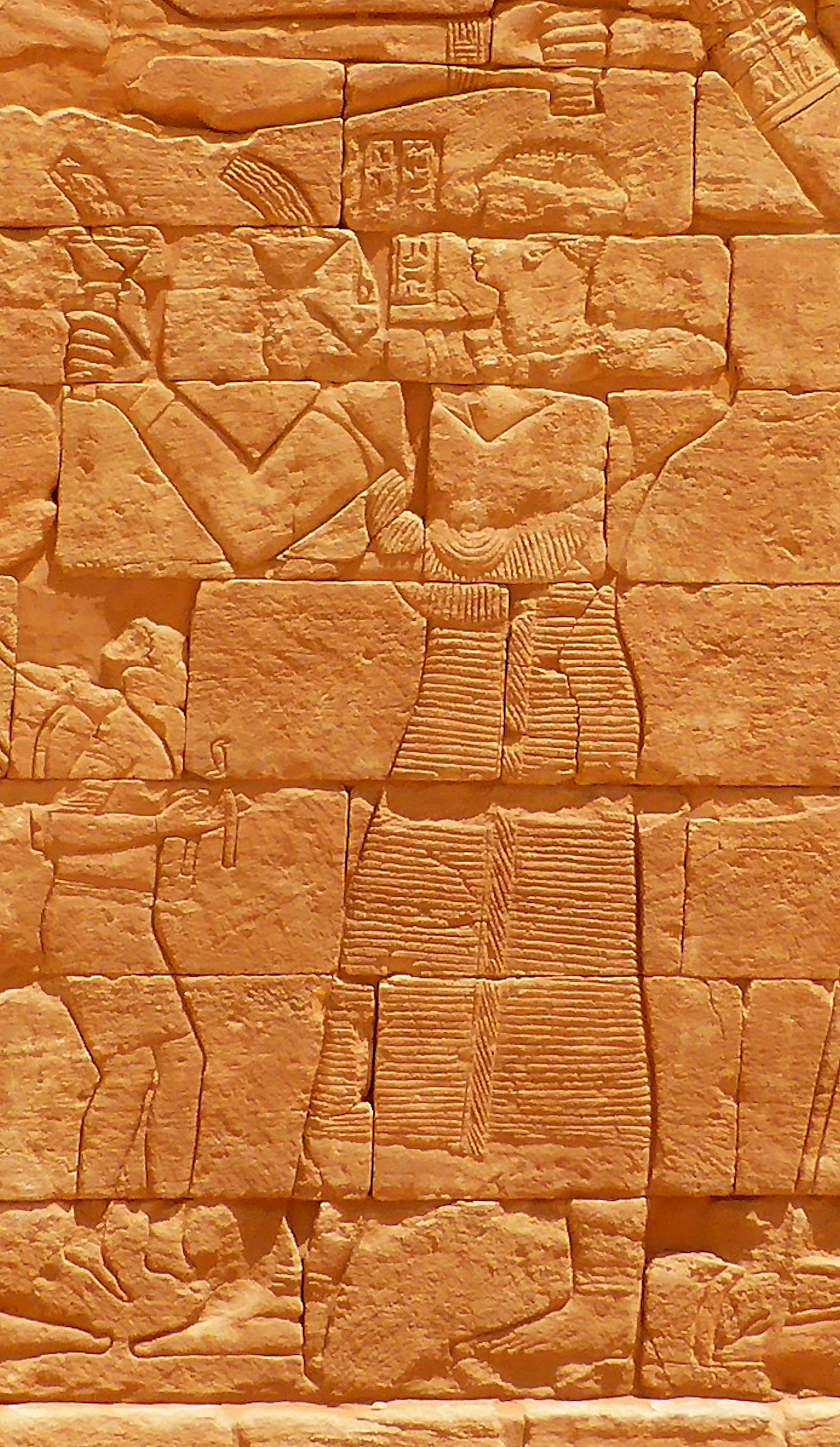
Arka herceg, talán Arqamanival azonos
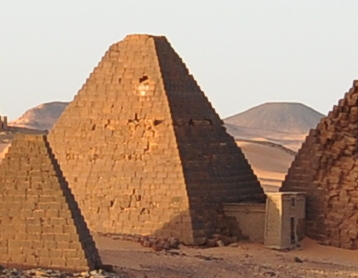
Arqamani piramisa

## Fordítás
- Ez a szócikk részben vagy egészben  az   Arqamani című angol Wikipédia-szócikk ezen változatának fordításán alapul.  Az eredeti cikk szerkesztőit annak laptörténete sorolja fel. Ez a jelzés csupán a megfogalmazás eredetét és a szerzői jogokat jelzi, nem szolgál a cikkben szereplő információk forrásmegjelöléseként.